# Dyskografia Coolia
Poniżej przedstawiona jest dyskografia amerykańskiego rapera Coolia. Wydał on osiem solowych albumów, dwa wspólne albumy razem z grupą WC and the Maad Circle, jedną kompilację. Spis zawiera również single.

## Albumy

### Solowe
| It Takes a Thief              | - Data wydania: 19 lipca, 1994 - Wytwórnia: Tommy Boy/Warner Bros. - Format: CD, kaseta                  | 8  | 5  | 67 | - US: platyna                                            |
| Gangsta’s Paradise            | - Data wydania: 21 listopada, 1995 - Wytwórnia: Tommy Boy/Warner Bros. - Format: CD, kaseta              | 9  | 2  | 18 | - US: 2× platyna - CAN: platyna - UK: złoto - GER: złoto |
| My Soul                       | - Data wydania: 26 sierpnia, 1997 - Wytwórnia: Tommy Boy/Warner Bros. Records - Format: CD, kaseta       | 39 | 49 | 28 | - US: złoto                                              |
| Coolio.com                    | - Data wydania: 18 kwietnia, 2001 - Wytwórnia: JVC Victor - Format: CD, kaseta                           | –  | –  | –  |                                                          |
| El Cool Magnifico             | - Data wydania: 15 października, 2002 - Wytwórnia: Riviera Records - Format: CD, kaseta                  | –  | –  | –  |                                                          |
| The Return of the Gangsta     | - Data wydania: 16 października, 2006 - Wytwórnia: Hardwax Records - Formats: CD, music download         | –  | –  | –  |                                                          |
| Steal Hear                    | - Data wydania: 28 października, 2008 - Wytwórnia: Super Cool Entertainment - Format: CD, music download | –  | –  | –  |                                                          |
| From The Bottom 2 The Top     | - Data wydania: 16 lutego, 2009 - Wytwórnia: Subside Records - Format: CD, music download                | –  | –  | –  |                                                          |
| "–" pozycja nie była notowana | |    |    |    |                                                          |

### Kompilacje
| Rok  | Tytuł                                                                                                | Notowania    | Notowania | Certyfikacje RIAA |
| Rok  | Tytuł                                                                                                | U.S. Hot 100 | U.S. R&B  | Certyfikacje RIAA |
| ---- | --- | ------------ | --------- | ----------------- |
| 2001 | Fantastic Voyage: The Greatest Hits - Data wydania: 14 września, 2001 - Wytwórnia: Tommy Boy Records | -            | -         | złoto             |

### Z WC and the Maad Circle
| Rok  | Tytuł                                                                              | Notowania    | Notowania | Certyfikacje RIAA |
| Rok  | Tytuł                                                                              | U.S. Hot 100 | U.S. R&B  | Certyfikacje RIAA |
| ---- | ---------------------------------------------------------------------------------- | ------------ | --------- | ----------------- |
| 1991 | Ain’t a Damn Thang Changed - Data wydania: 17 września, 1991 - Wytwórnia: Priority | -            | 52        | złoto             |
| 1995 | Curb Servin’ - Data wydania: 3 października, 1995 - Wytwórnia: Pay Day Records     | 85           | 15        | złoto             |

## Single
| Rok                            | Tytuł                                                                                  | Notowania | Notowania | Notowania | Notowania | Notowania | Notowania | Notowania | Album                     |
| Rok                            | Tytuł                                                                                  | US        | US R&B    | US Rap    | UK        | AUS       | NZ        | NED       | Album                     |
| ------------------------------ | -------------------------------------------------------------------------------------- | --------- | --------- | --------- | --------- | --------- | --------- | --------- | ------------------------- |
| 1993                           | "It Takes a Thief"                                                                     | -         | -         | -         | -         | -         | -         | -         | It Takes a Thief          |
| 1993                           | "County Line"                                                                          | -         | 97        | 27        | -         | -         | -         | -         | It Takes a Thief          |
| 1994                           | "I Remember"                                                                           | -         | 83        | 48        | 73        | -         | 32        | -         | It Takes a Thief          |
| 1994                           | "Fantastic Voyage"                                                                     | 3         | 12        | 2         | 41        | 37        | 8         | 31        | It Takes a Thief          |
| 1994                           | "Mama I'm in Love Wit' a Gangsta"                                                      | -         | -         | 49        | -         | -         | 39        | -         | It Takes a Thief          |
| 1995                           | "Gangsta’s Paradise" (featuring L.V.)                                                  | 1         | 2         | 1         | 1         | 1         | 1         | 1         | Gangsta’s Paradise        |
| 1995                           | "Too Hot"                                                                              | 24        | 31        | 6         | 9         | 42        | 7         | 10        | Gangsta’s Paradise        |
| 1996                           | "1, 2, 3, 4 (Sumpin' New)"                                                             | 5         | 24        | 6         | 13        | 12        | 2         | 14        | Gangsta’s Paradise        |
| 1996                           | "Payback" (Montell Jordan featuring Coolio)                                            | -         | -         | -         | -         | -         | -         | -         | This Is How We Do It      |
| 1996                           | "It's All the Way Live (Now)"                                                          | 29        | 47        | 9         | 34        | 50        | 6         | 34        | Eddie soundtrack          |
| 1996                           | "Keep It On the Red Light" (Ophelie Winter featuring Coolio)                           | -         | -         | -         | -         | -         | -         | -         | No Soucy!                 |
| 1997                           | "Hit 'Em High (The Monstars' Anthem)" (z B-Real, Method Man, LL Cool J & Busta Rhymes) | -         | -         | -         | 8         | -         | -         | -         | Space Jam soundtrack      |
| 1997                           | "The Winner"                                                                           | -         | -         | -         | 53        | -         | 19        | -         | Space Jam soundtrack      |
| 1997                           | "C U When U Get There" (featuring 40 Thevz)                                            | 12        | 34        | 7         | 3         | 7         | 4         | 10        | My Soul                   |
| 1997                           | "Ooh La La"                                                                            | -         | -         | -         | 14        | 33        | 2         | 68        | My Soul                   |
| 1998                           | "(I'm In Love With) Mary Jane"                                                         | -         | -         | -         | -         | -         | -         | -         | Half-Baked Soundtrack     |
| 2001                           | "Somebody's Gotta Die" (featuring Krayzie Bone)                                        | -         | -         | -         | -         | -         | -         | -         | Coolio.com                |
| 2003                           | "I Like Girls"                                                                         | -         | -         | -         | -         | -         | -         | -         | El Cool Magnifico         |
| 2003                           | "Ghetto Square Dance"                                                                  | -         | -         | -         | -         | -         | -         | -         | El Cool Magnifico         |
| 2003                           | "What Is An MC"                                                                        | -         | -         | -         | -         | -         | -         | -         | El Cool Magnifico         |
| 2003                           | "Sunshine"                                                                             | -         | -         | -         | -         | -         | -         | -         | El Cool Magnifico         |
| 2006                           | "Gangsta Walk" (featuring Snoop Dogg)                                                  | -         | -         | -         | 67        | -         | -         | -         | The Return of the Gangsta |
| 2006                           | "Do It" (featuring Goast)                                                              | -         | -         | -         | -         | -         | -         | -         | The Return of the Gangsta |
| 2008                           | "Boyfriend" (featuring Artis Ivey Junior)                                              | -         | -         | -         | -         | -         | -         | -         | Steal Hear                |
| 2009                           | "Lady"                                                                                 | -         | -         | -         | -         | -         | -         | -         |                           |
| 2009                           | "From The Bottom 2 The Top "                                                           | -         | -         | -         | -         | -         | -         | -         |                           |
| "–" pozycja nie była notowana. |                                                                                        |           |           |           |           |           |           |           |                           |